# Cantó de Hondschoote
El cantó de Hondschoote (neerlandès Kanton Hondschote) és una divisió administrativa francesa situat al departament del Nord a la regió dels Alts de França. Forma part del Westhoek (Flandes francès)

## Composició
El cantó aplega 8 comunes: 
| Nom francès | Nom flamenc | Població | Codi Postal | Codi INSEE |
| Bambecque   | Bambeke     | 655      | 59470       | 59046      |
| Ghyvelde    | Gijvelde    | 3.009    | 59254       | 59260      |
| Hondschoote | Hondschote  | 3.815    | 59122       | 59309      |
| Killem      | Killem      | 989      | 59122       | 59326      |
| Les Moëres  | De Moeren   | 670      | 59122       | 59404      |
| Oost-Cappel | Oostkappel  | 391      | 59122       | 59448      |
| Rexpoëde    | Rekspoede   | 1.546    | 59122       | 59499      |
| Warhem      | Warrem      | 1.831    | 59380       | 59641      |

## Demografia
| 1962 | 1968  | 1975  | 1982   | 1990   | 1999   | 2006   |
| ---- | ----- | ----- | ------ | ------ | ------ | ------ |
| -    | 9.678 | 9.036 | 12.426 | 12.741 | 12.906 | 13.521 |

## Història
| Data d'elecció                           | Identitat     | Partit | Qualitat |
| ---------------------------------------- | ------------- | ------ | -------- |
| 1945-1981                                | Daniel Peene  |        |          |
| 1981-1998                                | Claude Gosset |        |          |
| 1998-                                    | Jean Schepman | PS     |          |
| les dades anteriors no són pas conegudes |               |        |          |
|                                          |               |        |          |